# سوسة مفلطحة
سوسة مفلطحة (الاسم العلمي: Curculio obtusus) هي نوع من الحشرات يتبع جنس السوسة الحقيقية من الفصيلة السوسية الحقيقية.